# District de Đông Hưng
Le district de Đông Hưng est un district (huyện) de la Province de Thái Bình dans le nord du Viêt Nam qui se trouve dans le delta du fleuve Rouge. Il couvre une superficie de 198 km². Il avait une population de 257 144 habitants en 2003. Son chef-lieu est dans la ville du même nom.